# David Irving

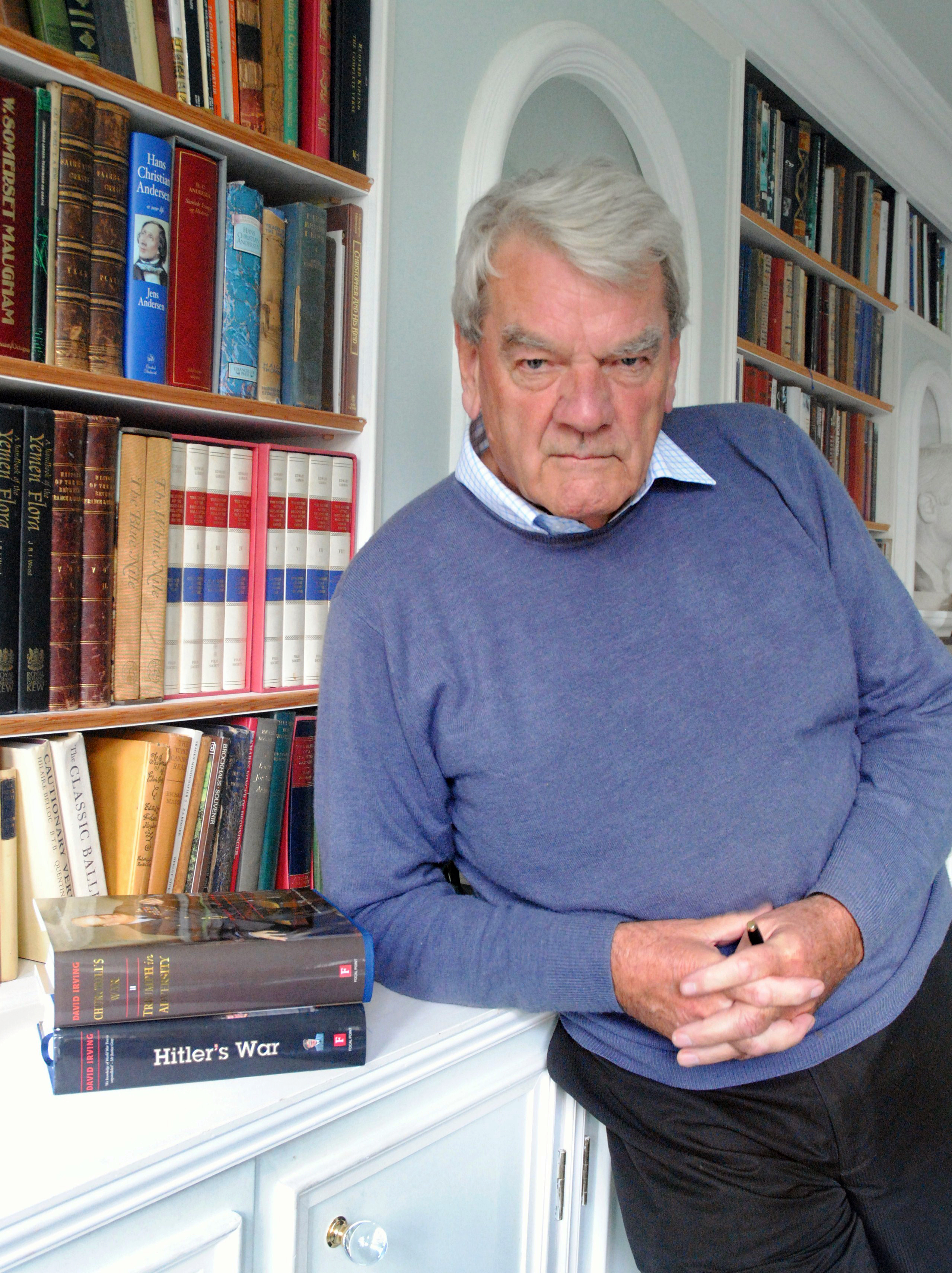
David Irving (2012)

David John Cawdell Irving (* 24. März 1938 in Brentwood, Grafschaft Essex, England) ist ein britischer Geschichtsrevisionist und Holocaustleugner. Er verfasste etwa 30 Bücher über die Zeit des Nationalsozialismus, darunter 1963 ein Buch über die Luftangriffe auf Dresden, das ihn bekannt machte.
1977 leugnete er, dass Adolf Hitler den Zweiten Weltkrieg geplant und begonnen sowie den Holocaust gewollt und davon frühzeitig Kenntnis hatte. Dadurch verlor er allmählich sein bisheriges Ansehen als seriöser Sachbuchautor. Seit 1988 bestreitet er öffentlich den Vernichtungszweck der Gaskammern und Krematorien der Konzentrationslager Auschwitz. Er wurde deshalb in mehreren Staaten strafrechtlich verurteilt und erhielt Einreiseverbote.

## Ausbildung
Irving ist der jüngste Sohn des britischen Marineoffiziers John James Cawdell Irving (1898–1967) und der Illustratorin Beryl Irene Irving geb. Newington. Nach einem abgebrochenen Studium der Physik, Wirtschaftswissenschaften und Geschichte an der University of London arbeitete Irving ab 1959 für ein Jahr als Stahlarbeiter bei Thyssen im Ruhrgebiet. Dort lernte er Deutsch. Anschließend verdiente er seinen Lebensunterhalt mit Artikeln zu zeitgeschichtlichen Themen in deutschen Zeitschriften, darunter in der Neuen Illustrierten.
Irving ist verheiratet und hat fünf Kinder.

## Veröffentlichungen
1963 erschien Irvings Buch Der Untergang Dresdens, das einige Historiker und Medien zunächst positiv beurteilten, weil Irving darin von ihm selbst aufgefundene neue Dokumente vorlegte und man seiner Forschung vor Ort vertraute. In den Neuauflagen seines Buchs von 1966 und 1967 stellte Irving einen „Tagesbefehl 47“ vom 22. März 1945 vor, der 202.040 bereits gefundene und bis zu 250.000 erwartete Opfer der Luftangriffe nannte. Der SED-Politiker Max Seydewitz hatte das Dokument bereits 1955 als Fälschung zurückgewiesen. Irving hatte 1964 eine Kopie eines Durchschlags davon von dem Dresdner Fotografen Walter Hahn erhalten. Der bei dem Treffen anwesende Stadtarchivar Walter Lange hatte die Kopie als Fälschung bezeichnet. Irving berief sich 1965 öffentlich auf den Dresdner Urologen Max Funfack, von dem Hahn das Dokument seinerseits ohne dessen Wissen kopiert hatte. Funfack schrieb Irving daraufhin, er habe nur mündliche und zudem sehr widersprüchliche Auskünfte über Opferzahlen aus dritter Hand erhalten und sei nicht mit der Bergung der Dresdner Luftkriegstoten befasst gewesen. Im selben Jahr wurden zwei Originaldokumente der Dresdner Polizei vom Februar und März 1945 entdeckt, die Irvings Kopie als Fälschung erwiesen. Irving räumte am 7. Juli 1966 in einem Leserbrief an die britische Zeitung The Times seinen Irrtum ein. Dennoch stoppte er weder die Auslieferung der Neuauflage seines Buchs noch korrigierte er die falschen Opferzahlen in weiteren Auflagen.
1977 bewies ein Fund Götz Berganders endgültig die Fälschung des „Tagesbefehls“: Im Propagandaministerium von Joseph Goebbels war an jede Originalzahl zu bereits kremierten (6.865), registrierten (20.204) und erwarteten (25.000) Toten eine Null angehängt und so die Zahlen verzehnfacht worden, um die Luftangriffe in der Auslandspresse als Verbrechen darzustellen. Irving behauptete dennoch weiterhin sechsstellige Opferzahlen. Der britische Historiker Richard J. Evans deckte Irvings fälschenden und verzerrenden Umgang mit Quellen in seinem Dresdenbuch im Irving-Lipstadt-Prozess 2000 ausführlich auf und veröffentlichte sein Prozessgutachten als Buch.
1964 veröffentlichte Irving eine Artikelserie in der Zeitschrift Neue Illustrierte über alliierte Luftangriffe auf deutsche Städte im Zweiten Weltkrieg als Buch unter dem Titel Und Deutschlands Städte starben nicht. Darin übernahm er die Legende von Tieffliegerangriffen auf Flüchtende in Dresden am 13. Februar 1945 von Nachkriegsautoren wie Axel Rodenberger, Max Seydewitz und anderen. Er betonte jedoch, diese angeblichen Angriffe seien von US-amerikanischen Begleitjägern ausgegangen. Sie hätten mit allen Bordwaffen auch auf sichtbar gekennzeichnete Krankenwagen und Flüchtlingstrecks in den Außenbezirken geschossen und seien dazu immer wieder zurückgekehrt. Irving erhielt diese Darstellung in späteren Auflagen aufrecht, auch nachdem Götz Bergander und Helmut Schnatz sie 1977 historisch widerlegt hatten.

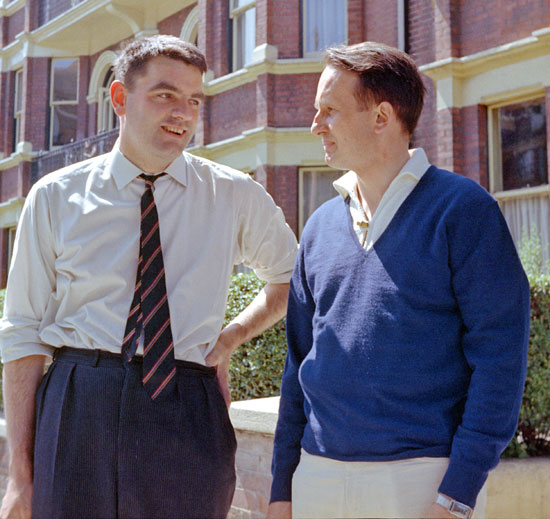
David Irving (links) und Rolf Hochhuth in London, 1966

Der deutsche Dichter Rolf Hochhuth war seit 1966 mit ihm befreundet und nahm Irvings Holocaustleugnung zumindest bis 1988 nicht wahr (siehe dazu Hochhuth und Irving). Ab 29. Mai 1967 druckte das Nachrichtenmagazin Der Spiegel in fünf Teilen vorab Irvings Buch zum „Traum von der deutschen Atombombe“ in der NS-Zeit ab.
1977 behauptete Irving in seinem Buch Hitler’s War, Reinhard Heydrich und Heinrich Himmler hätten den Holocaust ohne Hitlers Wissen und Zustimmung angezettelt. Erst 1943 habe dieser davon erfahren. Er berief sich dazu vor allem auf fehlende Dokumente zu einem schriftlichen Befehl Hitlers zur Judenvernichtung und auf einen Eintrag in Himmlers Tagebuch vom 30. Oktober 1941, bei dem dieser die Liquidation erstmals deportierter Berliner Juden telefonisch untersagt hatte. Zudem zog er Tagebücher noch lebender ehemaliger Generale und Funktionäre Hitlers heran, die diese ihm bei seinen Recherchen für das Buch erstmals zur Verfügung gestellt hätten. Zugleich missachtete er jedoch zahlreiche Hinweise auf mündliche Befehle Hitlers zur Judenvernichtung, etwa in Himmlers Posener Reden. Aus der überarbeiteten Neuauflage des Buchs von 1991 ließ Irving alle Referenzen zum Holocaust und zu den NS-Vernichtungslagern löschen. In seinem Buch Hitlers Weg zum Krieg von 1977 gab Irving zwar dessen Aufrüstung seit 1936 zu, stellte ihn aber als weitgehend schuldlos am Zweiten Weltkrieg dar und wies den angeblich vom „Weltjudentum“ gelenkten USA die Hauptschuld zu.
Diese geschichtsrevisionistischen Thesen stehen in der Tradition von Nationalsozialisten und Mitläufern, die seit den Nürnberger Prozessen 1945 behaupteten: „Davon hat der Führer nichts gewusst.“ Dem widersprachen besonders britische und deutsche Historiker, deren Forschungen zu den NS-Großverbrechen Hitlers Initiative und Führungsrolle bei der Eskalation der Judenverfolgung zum Holocaust bestätigten. Irvings Thesen wurden bereits 1977 von Allan Bullock, Hugh Trevor-Roper, Eberhard Jäckel und Martin Broszat zurückgewiesen. Gerald Fleming präsentierte 1983 überzeugende Argumente dafür, dass Hitler die Endlösung mitgeplant, persönlich gewollt und befohlen habe. Richard J. Evans wies 2000 im Detail Irvings manipulativen Umgang mit Quellen in Hitler's War nach.
Auch Irvings 1977 auf Englisch unter dem Titel Rommel: The Trail of the Fox und ein Jahr später auf Deutsch erschienene Biografie über Erwin Rommel wurde durch einen Vorabdruck im Spiegel in Deutschland schnell bekannt und sorgte besonders in Veteranenkreisen für hitzige Kontroversen. Darin stellt Irving Rommels Nähe zum Widerstand gegen den Nationalsozialismus als Nachkriegskonstruktion seines Stabschefs Hans Speidel dar und zeichnet den späteren NATO-Oberbefehlshaber Speidel selbst als Hauptakteur einer Verschwörung in Frankreich, von der Rommel angeblich nichts gewusst habe. Das Buch wurde im Spiegel sowie auch von einzelnen Historikern positiv beurteilt, da es das Bild Rommels als Widerstandskämpfer zu Recht korrigiert habe.
Für sein 1979 erschienenes Buch Der Nürnberger Prozess – Die letzte Schlacht wollte Irving als erster Autor die Akten der Nürnberger Anklagevertretung und das private Tagebuch Robert H. Jacksons eingesehen haben. In dem später stark erweiterten, im rechtsextremen Grabert-Verlag veröffentlichten Buch bezeichnete er den Prozess als „Rachejustiz der Sieger“ und Rechtsbruch und behauptete, Zeugen und Angeklagte seien gefoltert worden. In seinem Buch Goebbels – Macht und Magie (1997) behauptete Irving zudem, Hitler sei von der „Reichskristallnacht“ überrascht worden.
1983 bezeichnete Irving die angeblichen in der Zeitschrift Stern veröffentlichten Hitler-Tagebücher im deutschen Fernsehen als plumpe Fälschung, noch bevor diese aufgedeckt wurde. Er widersprach damit Eberhard Jäckel, der die Tagebücher nach anfänglichem Zweifel für echt hielt. Kurz darauf erklärte Irving jedoch, auch er sei nunmehr von deren Echtheit überzeugt. Später erklärte er seinen kurzfristigen Meinungswandel mit seiner Freude daran, Historiker „dumm aus der Wäsche schauen“ zu lassen. In der britischen Fernsehserie Hitler zu verkaufen, die auf dem Sachbuch Selling Hitler von Robert Harris beruht und den Skandal über die Hitler-Tagebücher nachzeichnet, wurde Irving von Roger Lloyd-Pack dargestellt.
Irving wurde bis 1988 von manchen deutschen Medien – insbesondere vom Spiegel – als zwar unkonventioneller und provokativer, aber ernsthaft forschender und daher diskussionswürdiger Historiker angesehen und etwa durch Vorabdrucke seiner Bücher gefördert. Er galt als findiger Rechercheur, dem es gelinge, „die Hohlräume und ungeklärten Fragen aufzuspüren, die manche Fachhistoriker bei der Erforschung der Hitler-Ära zurückgelassen haben […], neue Quellen zu erschließen, bisher unzugängliche Zeugen zum Reden zu bringen, manipulierte Zeugnisse zu korrigieren“. Er sei ein „Meister im Aufspüren bis dahin ungenutzter Quellen“ und ein Autor, „der den Historikern zumindest neue Anstöße gibt“. Ab 1977 teilweise, vollständig seit 1988 wurde Irving als Historiker nicht mehr ernst genommen. Die Geschichtswissenschaft wies seine Thesen einhellig zurück. Da sie aber Forschungslücken deutlich machten, hatten sie letztlich produktive Folgen.

## Rechtsextreme und holocaustleugnende Aktivitäten
1982 trat Irving erstmals beim geschichtsrevisionistischen Institute for Historical Review in den USA auf und vertrat dort seine Thesen aus Hitler’s War, grenzte sich aber gegen Leugnung des Holocausts ab. Er habe diesen nicht erforscht, fühle aber, dass die Angaben der Historiker dazu wohl richtig seien. In einem offenen Brief warf der französische Neonazi und Holocaustleugner Robert Faurisson ihm daraufhin vor, er müsse als Historiker nach Fakten, nicht Gefühlen urteilen. Dass er keinen Befehl Hitlers zum Holocaust gefunden habe, liege daran, dass es diesen nicht gegeben habe. Irving beantwortete den Brief nicht.
Am 5. März 1986 in einem Vortrag in Durban, Südafrika, erklärte Irving zu den Luftangriffen auf Dresden 1945: Dass heute „jedermann über Dresden im gleichen Atemzug wie über Auschwitz und Hiroshima“ spreche, sei das Verdienst seines Buches von 1963. Die Angriffe seien aufgrund sechsstelliger Opferzahlen „etwas …, das wir heute wahrscheinlich als einen Holocaust bezeichnen würden.“ Darauf bezogen sich die NPD-Politiker Holger Apfel und Jürgen Gansel am 24. Januar 2005 im sächsischen Landtag. Apfel zufolge betonte Irving als „einer der ersten … schon vor Jahrzehnten … das Singuläre des Angriffs vom 13. Februar 1945“. Gansel nannte diesen einen „Bomben-Holocaust“.
1988 trat Irving in einem Prozess gegen Ernst Zündel, der in Toronto wegen „falscher Nachrichten“ (Holocaustleugnung) angeklagt worden war, als Sachverständiger der Verteidigung auf. Dabei lernte er Fred A. Leuchter kennen, der mit einem pseudowissenschaftlichen Gutachten einige private chemische Messungen von Cyanid-Rückständen in den Resten der Gaskammern von Auschwitz vorlegte, um deren Vernichtungszweck zu bestreiten. Er wurde im Prozess als Hochstapler, der nicht als Chemiker qualifiziert war, entlarvt und sein Gutachten als fachlich untauglich abgelehnt. Irving gab Leuchters Gutachten in seinem Selbstverlag jedoch als „Leuchter-Report“ heraus und schrieb ein zustimmendes Vorwort dazu. Darin behauptete er, Leuchters Messungen seien wissenschaftlich unbestreitbar, so dass keine industrielle Massenvernichtung in den NS-Vernichtungslagern stattgefunden haben könne. Damit war er selbst zum Holocaustleugner geworden. Nach dem Zündel-Prozess trat Irving oft zusammen mit Leuchter auf Veranstaltungen von deutschen und US-amerikanischen Neonazis auf, etwa bei der National Alliance.
Für die Europawahl 1989 unterstützte Irving erstmals die rechtsextreme Deutsche Volksunion, auf deren Parteitagen er bis 1995 oft auftrat. Deren Gründer Gerhard Frey bot Irving ein regelmäßiges Forum in seinem Publikationsorgan National-Zeitung.
Von Februar bis Juni 1990 reiste Irving durch die noch bestehende DDR und hielt Vorträge in ostdeutschen Städten unter dem Titel „Ein Engländer kämpft für die Ehre der Deutschen“, bei denen er Hitlers Kriegsschuld und Mitschuld am Holocaust leugnete. Besonders beachtet wurde sein Auftritt zum Jahrestag der Luftangriffe von 1945 auf Dresden am 13. Februar 1990. Vor etwa 500 Zuhörern stellte er diese als alliierten Völkermord dar und förderte damit rechtsextreme Aktivitäten in Ostdeutschland erheblich. Irvings Deutschlandtournee wurde von Bela Ewald Althans organisiert, beteiligt waren auch Michael Kühnen und Christian Worch.
Am 21. April 1990 trat Irving im Münchner Löwenbräukeller als Hauptredner auf einem Neonazi-Kongress unter dem Motto „Wahrheit macht frei“ auf. Dabei versuchten die Anwesenden in Anlehnung an den Hitler-Ludendorff-Putsch von 1923 einen „Marsch auf die Feldherrnhalle“. Unter den 800 Teilnehmern waren u. a. Michael Kühnen, Otto Ernst Remer, Gottfried Küssel, Robert Faurisson, Wilhelm Stäglich und Ahmed Rami.
Ende der 1990er Jahre kaufte Irving von der rechtsterroristischen Vereinigung NSU ein Exemplar des antisemitischen Monopoly-Spiels Pogromly, auf dessen Spielkarten der Holocaust verherrlicht wird.

## Straf- und Zivilprozesse

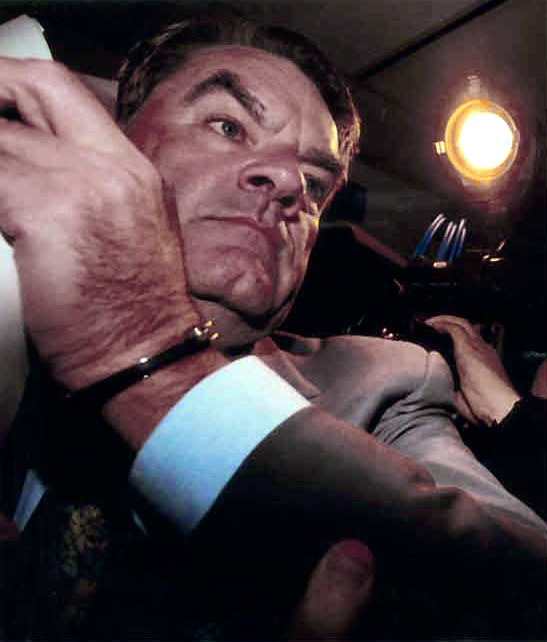
In Handschellen (1992 in Kanada)

### Nach Verleumdungsklagen
In seinem Buch Accident – The Death of General Sikorski von 1967 behauptete Irving, Winston Churchill habe General Władysław Sikorski, den Leiter der polnischen Exilregierung von 1939, ermorden lassen. Rolf Hochhuth griff diese Behauptung in seinem 1967 uraufgeführten Theaterstück Soldaten auf. Dazu veröffentlichte Carlos Thompson 1969 eine ausführliche Widerlegung (The Assassination of Winston Churchill). In seinem Buch The Destruction of Convoy PQ 17 von 1969 behauptete Irving, Kapitän John E. („Jack“) Broome, der Leiter des alliierten Geleitzugs PQ 17 von 1942, habe dessen Entdeckung und Zerstörung durch deutsche U-Boote und Flugzeuge durch Ungehorsam und Desertion verschuldet.
Auf beide Buchveröffentlichungen erfolgten Verleumdungsklagen. Irving verlor die Prozesse in beiden Fällen. Im zweiten Fall hatte er das Manuskript Broome vorgelegt, dieser hatte 30 Falschdarstellungen darin bemängelt und Irving Rechtsschritte angedroht, falls dieser die Stellen unverändert veröffentlichen würde. Daraufhin zog der Verleger seine Zusage zur Veröffentlichung zurück. Irving ließ das Buch jedoch unverändert in einem anderen Verlag veröffentlichen. Deshalb wurde er 1971 wegen vorsätzlicher Verleumdung aus Gewinnstreben zu einer Geldstrafe von etwa 40.000 Dollar verurteilt. Damit war sein Ruf als Sachbuchautor in Großbritannien beschädigt.
In seinem Buch Hitler und seine Feldherren von 1975 behauptete Irving erstmals, das Tagebuch der Anne Frank sei eine Fälschung. Nicht sie, sondern ihr Vater habe es verfasst. Dies habe ein New Yorker Drehbuchautor ihm nachgewiesen. Ein Gericht verurteilte Irving später zur Rücknahme des Vorwurfs und zu einer Entschädigungszahlung an die Anne-Frank-Stiftung. Irvings Argument stammte von Holocaustleugnern. Der das Buch herausgebende Ullstein-Verlag erklärte in einer 1976 im Börsenblatt für den Deutschen Buchhandel erschienenen Anzeige: „Der Verlag bedauert dieses Mißverständnis und hat in Abstimmung mit dem Autor den fraglichen Passus aus der neuen Auflage entfernt.“ Dennoch behauptete Irving die Fälschung in der Neuauflage seines Buchs Hitler’s War von 1991 erneut.

### Irving gegen Lipstadt
1993 veröffentlichte die US-amerikanische Historikerin Deborah Lipstadt ihr Buch Denying the Holocaust. Darin erwähnte sie Irving als „authentischen Holocaustleugner“. Als eifriger Bewunderer Hitlers habe er behauptet, dieser habe „mehrfach die Hand ausgestreckt, um den Juden zu helfen“, und sei im Dritten Reich ihr „größter Freund“ gewesen. Historiker hätten Irving vorgeworfen, „nach Belieben zu seinem eigenen Vorteil Sachverhalte zu verfälschen und Dokumente zu manipulieren, […] um zu historisch unhaltbaren Schlussfolgerungen gelangen zu können, vor allem, sobald es um eine Entschuldigung Hitlers geht.“ Er empfinde sich als Hitlers persönlichen Erben.
Nachdem der Londoner Penguin-Verlag Lipstadts Buch 1995 in Großbritannien veröffentlicht hatte, behauptete Irving, er sei darin verleumdet worden, obwohl Lipstadt nur seine eigenen Aussagen und belegte Urteile von Historikern darüber zitiert hatte. Er forderte die Verlagsleitung auf, die Verbreitung des Buches einzustellen. Als diese darauf nicht einging, strengte er 1996 eine Verleumdungsklage gegen die Autorin und ihren Verlag an, um die Weiterverbreitung ihres Buchs gerichtlich zu verhindern. Da in Großbritannien bei Verleumdungsklagen die Beklagten die Beweislast tragen, mussten Lipstadt und ihr Verlag die Richtigkeit ihrer Aussagen über Irving nachweisen.
Der Prozess vor dem Londoner High Court benötigte 32 Verhandlungstage. Die Verteidigung zog Gutachter für drei Themenbereiche heran. Im ersten Bereich zeigten die Historiker Christopher Browning und Peter Longerich nochmals die Tatsachen des Holocaust auf. Der niederländische Architekturexperte Robert Jan van Pelt legte erneut Beweise für die (historisch unstrittige) Existenz der Gaskammern in Auschwitz vor. Der Politologe Hajo Funke begutachtete Irvings Vernetzung in der geschichtsrevisionistischen und neonazistischen Szene. Der Historiker Richard J. Evans untersuchte Irvings Quellengebrauch und wies nach, dass Irving eindeutige Quellen ignorierte, andere hingegen entstellte oder fehldeutete, um seine Thesen zu untermauern. Evans durfte nach britischem Recht sämtliche Unterlagen, Korrespondenzen und Vorentwürfe Irvings aus dessen Privatarchiv anfordern und damit Irvings Umgang mit den Quellen prüfen. So konnte Evans Irvings Auslassungen, falsche Übersetzungen und Datierungen, Kontextmissachtungen, willkürliche Kombinationen von Textteilen und Fehldeutungen im Detail nachweisen. In diesem Zusammenhang wurden auch Irvings Veröffentlichungen zu den Luftangriffen auf Dresden erneut geprüft und Fälschungen darin aufgedeckt.
Weitere Zeugen der Verteidigung waren der Militärhistoriker John Keegan und der israelische Holocaustforscher Yehuda Bauer. Irving, der sich ohne Anwalt selbst vertrat, beschimpfte beide im Prozess als Lügner und behauptete, es seien „auf der Rückbank von Edward Kennedys Auto in Chappaquiddick mehr Menschen gestorben als in Auschwitz“.
Zu den Dokumenten der Verteidigung gehörten auch Tagebuchnotizen Adolf Eichmanns aus dem Staatsarchiv Israels, deren Einsicht Irving jahrelang verlangt hatte, um zu beweisen, dass Hitler den Holocaust nicht befohlen habe. Sie bestätigten jedoch Eichmanns Aussage im Eichmann-Prozess von 1961, Heydrich habe ihm Ende 1941 einen mündlichen Führerbefehl zur Judenvernichtung weitergegeben.
Am 11. April 2000 wies der Londoner High Court Irvings Klage endgültig ab. In der Urteilsbegründung sah Richter Charles Gray den Vorwurf der Fälschung gegen Irving in 19 Fällen als bewiesen an und fasste zusammen:

„Er ist ein rechtsextremer Pro-Nazi, Polemiker, Antisemit und Rassist, der sich mit Rechtsextremisten zusammentut, um den Neonazismus zu fördern.“

Gray bestätigte, dass Irving öffentlich als „Lügner“, „Geschichtsfälscher“, „Antisemit“ und „Rassist“ bezeichnet werden darf. Irving musste die Prozesskosten von zwei Millionen britischen Pfund (nach damaligem Wechselkurs heute etwa 4,172 Millionen Euro) tragen, was ihn wirtschaftlich ruinierte. Versuche des Verlages, seine Prozesskosten von Irving zurückzuerhalten, scheiterten an dessen Mittellosigkeit. Seinen Berufungsantrag lehnte das Londoner Berufungsgericht im Juli 2001 ab.
Der Film Verleugnung (USA/GB 2016) behandelt den Prozess David Irvings gegen Lipstadt.

### Nach Holocaustleugnungen Irvings
Am 8. November 1989 stellte das Landesgericht für Strafsachen Wien gegen Irving einen Haftbefehl wegen des Verdachts auf Verstoß gegen das Verbot der NS-Wiederbetätigung aus. Grund war laut Anklage Irvings Leugnung der Existenz von Gaskammern in den nationalsozialistischen Lagern bei Vorträgen in Wien und der Steiermark. Irving entzog sich der Verhaftung durch die Ausreise aus Österreich.
1993 behauptete Irving bei einem Treffen von Geschichtsrevisionisten in München, „dass die den Touristen in Auschwitz gezeigte Gaskammer eine Attrappe ist, die nach dem Kriegsende von den Polen gebaut wurde“. Dafür verurteilte das Landgericht München I ihn rechtskräftig wegen Beleidigung und Verunglimpfung des Ansehens Verstorbener zu einer Geldstrafe von 30.000 DM. Die Münchner Ausländerbehörde wies ihn unbefristet aus der Bundesrepublik Deutschland aus. Dies wurde 1996 vom Verwaltungsgericht München bestätigt.
Am 11. November 2005 wurde Irving auf dem Weg nach Wien zu einer Veranstaltung der Wiener akademischen Burschenschaft Olympia aufgrund des noch bestehenden Haftbefehls von 1989 festgenommen. Am 20. Februar 2006 verurteilte das Wiener Landesgericht für Strafsachen ihn wegen nationalsozialistischer Wiederbetätigung zu drei Jahren Haft ohne Bewährung.
Irving legte Berufung ein. Während des Berufungsverfahrens entschuldigte er sich für seine Äußerungen über Holocaustüberlebende und erklärte, er zweifle nicht mehr an der Tatsache des NS-Massenmords an Juden durch Giftgas. Diese Erklärung werteten Beobachter als Zwecklüge zur Vermeidung eines harten Urteils. Tatsächlich leugnete Irving im März 2007 in Budapest den Holocaust erneut.
Am 4. September 2006 bestätigte der Oberste Gerichtshof Österreichs den Schuldspruch, der somit rechtskräftig wurde. Am 20. Dezember 2006 wurden zwei Drittel der Haftstrafe Irvings zur Bewährung ausgesetzt. Da er bereits 13 Monate in Untersuchungshaft verbracht hatte, wurde er am 21. Dezember nach Großbritannien abgeschoben. Gleichzeitig wurde gegen ihn ein unbefristetes Aufenthaltsverbot für Österreich verhängt. Irving hat außerdem in Australien, Italien, Kanada, Neuseeland und Südafrika Einreiseverbot.

## Gegenwart
Nach seiner Haftentlassung lebte Irving in Key West, Florida, mittlerweile lebt er im schottischen Nairn. Er geht von dort aus auf Vortragsreisen und verkauft dabei seine Bücher. Zudem verkauft er Hitler-Devotionalien.
Am 5. September 2009 veröffentlichte die zweitgrößte Tageszeitung Spaniens, El Mundo, ein Interview mit Irving. Darin erklärte er den Ausdruck „Holocaust“ zu einem kommerziellen Werbeslogan, den Juden seit den 1970ern erfunden und mit derselben Propagandatechnik wie Goebbels zu einer Mode gemacht hätten. Nach den Opferzahlen des Holocaust gefragt, erklärte er, er sei nicht an Zahlen und überhaupt nicht am Holocaust interessiert. Dieser sei nur eine „Marginalie“ des Zweiten Weltkriegs gewesen, den Hitler nicht gewollt habe. Churchill sei in der Hand der Juden gewesen, habe den Krieg gewollt und ebenfalls viele unschuldige Menschen getötet.
Das Interview war Teil einer Serie der Zeitung zum 70. Jahrestag des Zweiten Weltkriegs, für die auch der Historiker Ian Kershaw und Avner Schalev, Direktor der Holocaustgedenkstätte Yad Vashem, interviewt wurden. Diese erklärten, sie hätten nicht teilgenommen, wenn sie vorher von Irvings Teilnahme gewusst hätten. Diese löste erhebliche internationale Proteste aus. Auch spanische Regierungsvertreter kritisierten, die Zeitung habe unter dem Vorwand der Meinungsfreiheit einem bekannten Holocaustleugner eine Plattform geboten. Das spanische Verfassungsgericht hatte 2008 ein Gesetz, das Holocaustleugnung in Spanien unter Strafe stellte, aufgehoben.
Irving bestreitet weiterhin die Massenvernichtungsaktionen während der NS-Zeit, auch im Rahmen von heimlich organisierten Vortragsreisen durch viele Staaten. 2009 stellte er Anhängern bei einer solchen Reise durch die USA seine Thesen vor. Bei einem Auftritt in Manalapan bei Palm Beach kam es zu einer Messerstecherei unter Irving-Anhängern. Im August 2010 trat Irving in Belgien mit derartigen Vorträgen auf. Am 21. September 2010 begann er eine geplante neuntägige Vortragsreise durch Polen, bei der er zum Pro-Kopf-Preis von 2900 Dollar mit einer Reisegruppe (darunter Neonazis) Schauplätze des Zweiten Weltkriegs wie Hitlers „Wolfsschanze“ und der Judenverfolgung wie das Vernichtungslager Treblinka besuchte. Proteste und Klagen von Holocaustüberlebenden und antirassistischen Organisationen aus Polen und Großbritannien im Vorfeld missachtete er. Die Organisation „Otwarta Rzeczpospolita. Stowarzyszenie przeciw Antysemityzmowi i Ksenofobii“ (Offene Republik. Vereinigung gegen Anti-Semitismus und Xenophobie) informierte die polnischen Behörden, dass Irving mit seinen im Internet verbreiteten holocaustleugnenden Thesen gegen polnisches Recht verstoße, und reichte Klage ein. 2016 bot Irving diese Reise durch Polen erneut an. Im Rahmen einer Vortragsreise, bei der die Veranstaltungen ohne Nennung von Irvings Namen angekündigt wurden, verbreitete er Anfang 2017 in Glasgow erneut revisionistische und antisemitische Thesen: Hitler sei an Juden nicht interessiert gewesen und habe antijüdische Aktionen immer wieder gebremst. Rudolf Heß sei in einer Friedensmission nach Großbritannien geflogen und habe nicht Selbstmord begangen, sondern sei von einem schwarzen US-Soldaten getötet worden. Juden hätten nach 1938 Großbritannien „übernommen“ und hätten 50 Jahre lang versucht, ihn und seine Familie zu „zerstören“. Da es an diesem Abend keine Störungen gegeben habe, frage er sich, ob „die Juden“ ihm aufgrund seines Alters mittlerweile einen Blankoscheck ausgestellt hätten. Zur Wahl seines Wohnortes im Norden Schottlands sagte Irving, dieser erinnere ihn an das England seiner Kindheit, das damals noch „weiß“ gewesen sei.
Ebenfalls 2017 sagte Irving, dass das Interesse an seiner Arbeit in den vergangenen Jahren merklich zugenommen habe. Vor allem von jungen Menschen, die sein Werk über das Internet und die sozialen Medien kennengelernt hätten, bekäme er „täglich 300 bis 400 E-Mails“, die er alle beantworte. Die Wahrheit über den Holocaust käme „nach und nach heraus“. Die Menschen, so Irving, vertrauten nicht mehr darauf, was Regierungen und Zeitungen ihnen erzählten, da sie spürten, dass man sie in die Irre führe. Die „Leute“, die er the “traditional enemy” nenne (so Irvings Bezeichnung für Juden), seien darüber sehr besorgt. Mit den eingegangenen Spenden könne er sich einen Rolls-Royce leisten, obwohl Geld ihm nichts bedeute. Weiter äußerte Irving, er glaube, dass Donald Trump einen guten US-Präsidenten abgeben werde und „das Herz am rechten Fleck“ habe. Auch von Jeremy Corbyn, dem Chef der Labour Party, sei er „beeindruckt“. Die Partei allerdings, so Irving, zerfleische sich selbst wegen „dieser Antisemitismus-Anschuldigungen“.
Im Oktober 2012 entschied das Münchner Verwaltungsgericht in erster Instanz, das seit 1993 gültige Einreiseverbot Irvings für Deutschland ab 21. März 2013 zu beenden. Die Stadt München dagegen wollte das Einreiseverbot bis 2022 verlängern lassen, weil keine Gesinnungsänderung Irvings ersichtlich sei und er weiterhin die öffentliche Sicherheit gefährde. Nach einer Beschwerde der Stadtverwaltung blieb das Einreiseverbot bis zur Gerichtsentscheidung in zweiter Instanz in Kraft. Deshalb musste Irving einen für den 10. September 2013 in Berlin geplanten Vortrag absagen. Der Berliner Verfassungsschutz beobachtet, ob Irving weitere Einreiseversuche unternimmt. Ein Protestbündnis, zu dem auch der Hotel- und Gaststättenverband gehört, will Vorträge Irvings in Berlin verhindern. Im Oktober 2014 entschied der Bayerische Verwaltungsgerichtshof, keine Berufung gegen das Urteil vom Oktober 2012 zuzulassen. Das Einreiseverbot sei rechtmäßig bis zum 21. März 2013 befristet worden.

## Schriften (Auswahl)
- Und Deutschlands Städte starben nicht. Schweizer Druck- und Verlagshaus, Zürich 1964.
- Die Geheimwaffen des Dritten Reiches. Sigbert Mohn Verlag, Gütersloh 1965 (Aus dem Engl. von Jutta und Theodor Knust. Original: The Mare's Nest. William Kimber, London 1964).
- Der Untergang Dresdens. Reinbek b. Hamburg 1967.
- Der Traum von der deutschen Atombombe. Sigbert Mohn Verlag, Gütersloh 1967 (Original: The Virus House. William Kimber, London 1967).
- Rommel. Eine Biographie. Hoffmann und Campe, Hamburg 1978.
- Die Tragödie der Deutschen Luftwaffe, Aus den Akten und Erinnerungen von Feldmarschall Erhard Milch. Ullstein, Frankfurt am Main / Berlin / Wien 1970.
- Der Nürnberger Prozeß – Die letzte Schlacht. Heyne, München 1979, ISBN 3-453-01051-5.
- Mord aus Staatsräson. Roman. Heyne, München 1981, ISBN 3-453-00978-9.
- Hitler und seine Feldherren. (1. Auflage 1975). Ullstein, München 1982, ISBN 3-550-07308-9.
- Von Guernica bis Vietnam. Die Leiden der Zivilbevölkerung im modernen Krieg. Heyne, München 1982, ISBN 3-453-01479-0.
- Schlacht im Eismeer. Die Vernichtung des Geleitzuges PQ 17. Heyne, München 1984, ISBN 3-453-01956-3.
- Göring. Albrecht Knaus Verlag, München und Hamburg 1987 (Aus dem Engl. von Richard Giese), ISBN 3-8135-0577-X.
- Hitlers Krieg, Die Siege 1939–1942. Pawlak, 1988, ISBN 3-88199-458-0.
- Das Reich hört mit – Görings “Forschungsamt”: Der geheimste Nachrichtendienst des Dritten Reiches. ISBN 3-88741-135-8, 1989, PDF; 1 MB.
- Hitlers Krieg, Götterdämmerung 1942–1945. Pawlak Verlag, 1991.
- Churchill. Kampf um die Macht. Herbig, München 1996, ISBN 3-7766-1646-6.
- Nürnberg – Die letzte Schlacht. Grabert, Tübingen 1996, ISBN 3-87847-156-4.
- Führer und Reichskanzler. Adolf Hitler 1933–1945. Druffel-Verlag, Berg/Starnberger See 1997, ISBN 3-8061-1118-9.
- Goebbels. Macht und Magie. Arndt-Verlag, Kiel 1997, ISBN 3-88741-168-4.
- Schlacht um Europa. Mit dem Mut der Verzweiflung gegen die Invasion 1944. Druckschriften- und Zeitungsverlags GmbH, München 2004, ISBN 978-3-925924-24-8.
- Meine Gefängnisse. Erlebnisse und Gedanken in österreichischen Kerkern. FZ-Verlag, München 2007, ISBN 978-3-924309-83-1.
- Schlachtführer gegen das Reich. Churchills Krieg 1941–1942. Arndt, Kiel 2007, ISBN 978-3-88741-082-7.
- Schlachten aus Blut und Haß. Churchills Krieg 1942–1943. Arndt, Kiel 2010, ISBN 978-3-88741-098-8.

## Einzelbelege
1. ↑  David Irving im Munzinger-Archiv, abgerufen am 30. Mai 2025 (Artikelanfang frei abrufbar).
2. 1 2 3  Hitler – Kecke Revision. In: Der Spiegel. Nr. 28, 1977 (online).
3. ↑  Richard J. Evans: Lying About Hitler. Basic Books, 2002, S. 154 ff.
4. ↑  David Irving: Leserbrief an die Times, 7. Juli 1966.
5. ↑  Götz Begander: Dresden im Luftkrieg. Flechsig, Würzburg 1998, ISBN 3-88189-239-7, S. 221 und S. 381, Fußnote 36; Jürgen Langowski: Luftkrieg: „Der Untergang Dresdens“. David Irving und die Luftangriffe auf Dresden.
6. ↑  Nizkor Project XI: Justification: The bombing of Dresden. (Memento vom 5. Januar 2010 im Internet Archive)
7. ↑  Richard J. Evans: Der Geschichtsfälscher. Holocaust und historische Wahrheit im David-Irving-Prozess. Campus, Frankfurt am Main, 2001, 5. Kapitel.
8. ↑  Götz Bergander: Dresden im Luftkrieg. Würzburg 1998, S. 196–207; Helmut Schnatz: Tiefflieger über Dresden? Legenden und Wirklichkeit. Mit einem Vorwort von Götz Bergander. Köln/Weimar/Wien 2000, ISBN 3-412-13699-9.
9. ↑  David Irving: „So groß wie eine Ananas …“, Der Spiegel, 29. Mai 1967; David Irving: Der Traum von der deutschen Atombombe. Rowohlt, 1969.
10. ↑  Anne-Frank-Haus: Who are the Holocaust deniers?
11. ↑  Hermann Graml: Alte und neue Apologeten Hitlers. In: Wolfgang Benz (Hrsg.), Rechtsextremismus in Deutschland. Voraussetzungen, Zusammenhänge, Wirkungen, Frankfurt am Main 1994, S. 30–66.
12. ↑  Ulrich Chaussy, Christoph Püschner: Nachbar Hitler: Führerkult und Heimatzerstörung am Obersalzberg. Ch. Links Verlag, Berlin 2007, ISBN 3-86153-462-2, S. 126.
13. ↑  Martin Broszat: Hitler und die Genesis der „Endlösung“. Aus Anlaß der Thesen von David Irving (PDF; 1,66 MB). In: Vierteljahrshefte für Zeitgeschichte 1977, S. 318 (Anmerkung 5).
14. ↑  Marty Bloomberg, Buckley Barry Barrett: The Jewish Holocaust. Borgo Press, 1995, ISBN 0-8095-1406-0, S. 83 f. (D78.)
15. ↑  Richard Evans: Telling Lies About Hitler: The Holocaust, History and the David Irving Trial. Verso Books, 2002, S. 77–112, insbesondere S. 84–87.
16. ↑  Rommel: Ende einer Legende (Vorabdruck, erste Folge), in Der Spiegel, 28. August 1978.
17. ↑  Peter M. Quadflieg: Gerhard Graf von Schwerin. Wehrmachtgeneral, Kanzlerberater, Lobbyist. Ferdinand Schöningh, Paderborn 2015, ISBN 978-3-506-78229-8, S. 96.
18. ↑  So Peter Lieb: Konventioneller Krieg oder NS-Weltanschauungskrieg? Kriegführung und Partisanenbekämpfung in Frankreich 1943/44. Oldenbourg Wissenschaftsverlag, München 2007, S. 88, Anmerkung 188.
19. ↑  David Irving: Der Nürnberger Prozess – Die letzte Schlacht, Wilhelm Heyne Verlag, München 1979, Vorwort, S. 5.
20. ↑  Klappentext eines rechtsextremen Buchdienstes.
21. ↑  Richard J. Evans: Der Geschichtsfälscher: Holocaust und historische Wahrheit im David-Irving-Prozess. Frankfurt am Main 2001, S. 36f.
22. 1 2 3  Malte Herwig: Der Zocker mit dem Hakenkreuz. In: Der Spiegel, 16. Januar 2006.
23. ↑  Vorabdruck von Irvings Der kopflose Aufstand: Teil 1. In: Der Spiegel. Nr. 19, 1981 (online). – Teil 2. In: Der Spiegel. Nr. 21, 1981 (online). – Teil 3. In: Der Spiegel. Nr. 22, 1981 (online).
24. ↑  Editorial. In: Der Spiegel. Nr. 34, 1978 (online).
25. ↑  Christian Mentel: Irving, David. In: Wolfgang Benz (Hrsg.): Handbuch des Antisemitismus. Judenfeindschaft in Geschichte und Gegenwart, Band 2: Personen. De Gruyter Saur, Berlin 2009, ISBN 978-3-598-44159-2, S. 396.
26. ↑  Jürg Altwegg: Noam Chomsky und die Realität der Gaskammern. Zeit online, 21. November 2012
27. ↑  Roni Stauber (25. Juli 2000): From Revisionism to Holocaust Denial – David Irving as a Case Study.
28. ↑  zitiert nach Richard J. Evans: Der Geschichtsfälscher: Holocaust und historische Wahrheit im David-Irving-Prozess. Frankfurt am Main 2001, S. 234.
29. ↑  Anton Maegerle (Blick nach Rechts 4/16. Februar 2005): Geschichtsfälscher.
30. ↑  Scepticism.org: Holocaust-Denial and the Irving-Trial. (2004) (Memento vom 6. April 2010 im Internet Archive)
31. ↑  David Irving’s Forward to the Leuchter Report (1. Mai 1989) (Memento vom 8. Januar 2011 im Internet Archive)
32. ↑  Klaus-Henning Rosen (Blick nach Rechts, Nr. 8/19. April 2000): Als Fälscher entlarvt.
33. ↑  Rechtsextremisten – Endlich mal einer. In: Der Spiegel. Nr. 26, 1990 (online).
34. ↑  Michael Schmidt: Heute gehört uns die Straße … Der Inside-Report aus der Neonazi-Szene. Econ, Düsseldorf 1993, S. 125.
35. ↑  ID Archiv im internationalen Institut für Sozialgeschichte (Hrsg.): Die Drahtzieher im braunen Netz. Amsterdam 1992, S. 20ff.
36. ↑  Wolfgang Benz: Rechtsextremismus in Deutschland. Fischer Taschenbuch, Frankfurt am Main 2001, ISBN 3-596-12276-7, S. 167.
37. ↑  Waffen, Geld und Pässe für den Untergrund. Abgerufen am 18. Oktober 2020.
38. ↑  Nizkor Project: Shofar FTP Archive File: people/i/irving.david/libel.suit//libel.details
39. ↑  Hermann Kurzke: Was schrieb Anne Frank? In: Frankfurter Allgemeine Zeitung, 12. November 1988.
40. 1 2  Jürgen Krönig: Genüßliches Gruseln der Geretteten. In: Die Zeit, 17. Juli 1992.
41. ↑  Deborah E. Lipstadt: Betrifft: Leugnen des Holocaust. Rio Verlag, Zürich 1994, ISBN 3-907768-10-8, S. 280.
42. ↑  Blaue Paste. In: Der Spiegel. Nr. 41, 1980 (online).
43. ↑  Deborah E. Lipstadt: Denying the Holocaust. The Growing Assault on Truth and Memory. New York, The Free Press, 1993, ISBN 0-452-27274-2.
44. ↑  Deborah E. Lipstadt: Betrifft: Leugnen des Holocaust. Rio Verlag, Zürich 1994, ISBN 3-907768-10-8, S. 141 und 196f.
45. ↑  Richard J. Evans: Der Geschichtsfälscher: Holocaust und historische Wahrheit im David-Irving-Prozess. Campus, Frankfurt am Main 2001, S. 20.
46. ↑  Peter Longerich: Der ungeschriebene Befehl. Hitler und der Weg zur Endlösung. Piper, München 2001.
47. ↑  Robert Jan van Pelt: The Case for Auschwitz: Evidence from the Irving Trial. Indiana University Press, Bloomington 2002, ISBN 0-253-34016-0.
48. ↑  Hajo Funke: David Irving, Holocaust Denial, and his Connections to Right Wing Extremists and Neo-National Socialism (Neo-Nazism) in Germany: Electronic Edition. Auf: Hdot.org, 13. Juli 2007; Nizkor Project
49. ↑  Richard J. Evans: Der Geschichtsfälscher. Holocaust und historische Wahrheit im David-Irving-Prozess. Frankfurt am Main 2001.
50. ↑  Friedrich Paul Heller (Blick nach Rechts, 11. August 2005): Der Geschichtsfälscher: Holocaust und historische Wahrheit im David-Irving-Prozess 2001. (Rezension zur Veröffentlichung des Gutachtens von Richard Evans)
51. ↑  1996, In the High Court of Justice, London, Auszug aus dem Urteil zum Prozess Irvings gegen Deborah Lipstadt et al (Memento vom 5. Januar 2010 im Internet Archive)
52. 1 2 3  Klaus-Henning Rosen (Blick nach Rechts Nr. 8/19. April 2000): Als Fälscher entlarvt.
53. ↑  Heiner Lichtenstein (Blick nach Rechts, 9. März 2000): Kronzeuge Eichmann.
54. ↑  Urteilstext des Londoner High Court (englisch).
55. ↑  Stephen E. Atkins (Hrsg.): Encyclopedia of Modern Worldwide Extremists and Extremist Groups. Greenwood Publishing, Portsmouth 2004, ISBN 0-313-32485-9, S. 133
56. ↑  Stephen E. Atkins (Hrsg.): Encyclopedia of Modern Worldwide Extremists and Extremist Groups. Portsmouth 2004, S. 144
57. ↑  'Holocaust denier' loses appeal bid. BBC News, 20. Juli 2001; Urteilstext des Londoner Court of Appeal (englisch).
58. 1 2  Österreich schiebt Holocaust-Leugner Irving ab. In: Spiegel Online – Politik, 21. Dezember 2006.
59. ↑  Frank Jansen: Schriftsteller Hochhuth lobt Leugner des Holocaust. In: Der Tagesspiegel, 19. Februar 2005.
60. 1 2  Gericht bestätigt Urteil. In: n-tv, 4. September 2006.
61. ↑  Irving sieht sich nicht als Holocaust-Leugner. In: Spiegel Online – Politik, 20. Februar 2006.
62. ↑  Anna Reimann: Mitleid mit Irving ist verfehlt. In: Spiegel Online – Politik, 21. Februar 2006 (Interview mit Hans-Ulrich Wehler).
63. ↑  Eva Menasse: Mehr als ein Spinner. In: Die Zeit, 22. März 2007.
64. ↑  Anthony Man: Holocaust Denier To Speak In S. Florida. (Memento vom 28. März 2018 im Internet Archive) Sun Sentinel, 12. Juli 2005
65. 1 2  Paul Thompson: White supremacists’ stabbed at talk by Holocaust denier David Irving. Daily Mail, 28. Oktober 2009
66. 1 2  Paul Hutcheon: Hate at the Hilton: outcry as Holocaust denier David Irving gives secret Glasgow talk. www.heraldscotland.com, 12. Februar 2017
67. ↑  Alex Preston: The man who sleeps in Hitler’s bed. The Guardian, 24. Juni 2015; Matthew Bell: Booming trade in Hitler memorabilia. New Zealand Herald, 12. März 2012
68. 1 2  Elizabeth Nash: David Irving sparks row over Holocaust 'propaganda'. In: The Independent, 6. September 2009 (englisch).
69. ↑  Anton Maegerle: Fälscher historischer Tatsachen. Blick nach Rechts, 17. August 2010.
70. ↑  Gerhard Gnauck: Reise eines Demagogen nach Polen. In: Die Welt, 22. September 2010.
71. ↑  Offene Republik, 21. September 2010: Statement. (Memento vom 25. September 2010 im Internet Archive)
72. ↑  Holocaust-denying UK historian David Irving goes on lecture tour. i24News, 20. November 2016
73. ↑  Carole Cadwalladr: Antisemite, Holocaust denier … yet David Irving claims fresh support www.theguardian.com, 15. Januar 2017
74. ↑  Tagesschau, 26. Oktober 2012: Holocaust-Leugner Irving darf bald wieder einreisen. (Memento vom 28. Oktober 2012 im Internet Archive)
75. ↑  Konrad Litschko (taz, 6. September 2013): Holocaustleugner darf nicht einreisen: Kein Vortrag zu „Meinungsfreiheit“.
76. ↑  Bayerischer VGH, Beschluss vom 8. Oktober 2014, Az. 10 ZB 12.2742 (deutsch) 10 ZB 12.2742

| Personendaten    | Personendaten                                         |
| ---------------- | ----------------------------------------------------- |
| NAME             | Irving, David                                         |
| ALTERNATIVNAMEN  | Irving, David John Cawdell (vollständiger Name)       |
| KURZBESCHREIBUNG | britischer Geschichtsrevisionist und Holocaustleugner |
| GEBURTSDATUM     | 24. März 1938                                         |
| GEBURTSORT       | Brentwood, Grafschaft Essex, England                  |